# 張明熙
張明熙（16世紀—17世紀），字贊皇，應天府句容縣人，明朝、南明政治人物。

## 生平
天啟七年（1627年）張明熙舉丁卯科應天鄉試，崇禎元年（1628年）聯捷進士，授廣東高要縣知縣，平定流寇李之奇、鍾六，又籌畫軍事擒拿海盜劉香、山賊陳萬、謝廷桂、鍾凌秀，平定九連山。陞任吏部主事、員外郎，出為廣東嶺南道副使。張獻忠攻陷臨武，部下朱衣點佔據城湖，沈猶龍圍攻不下，他到連州激勵將士、申明賞罰，率領軍隊收復臨武，擒獲朱衣點。清遠峒人反叛，他又在山上搜索、設下埋伏，招降收編里甲，肅清嶺南。再轉任福建興泉道，剿滅仙遊流寇，斬殺四人，遣散部眾，升任太僕寺少卿。福京失陷後歸鄉，妻子陳氏、兒子張士驪、兒媳胡氏都廣州失陷時遇難。

## 引用
1. 1 2  錢海岳《南明史·卷四十四·列傳第二十》：同時張明熙，字贊皇，句容人。崇禎元年進士。授高要知縣，平李之奇、鍾六。劉香橫行閩、廣，犯省城，內籌軍實，外事捍禦，心力交瘁，禽山賊陳萬、謝廷桂、鍾凌秀，九連山銅鼓嶂平。
2. ↑  欽定四庫全書本《江南通志·卷一百三十·選舉志》：天啟七年丁卯科（舉人）……張明熙 句容人……
3. ↑  《嘉慶新修江寧府志·卷三十九·人物志第六》：張明熙，字贊皇，句容人。崇正【禎】戊辰進士。授廣東高要縣知縣，時川寇李之奇等肆行閩廣，明熙籌畫軍實，擒斬賊首劉香老。又獻策擒山賊陳萬、謝廷桂、鍾凌秀等。
4. ↑  《嘉慶新修江寧府志·卷三十九·人物志第六》：尋提銓部，晉廣東嶺南道副使，破臨武，擒獲偽官朱衣點，楚地以寧。又平清遠峒賊，嶺南肅清。尋轉閩中興泉道副使，又平仙遊山寇。加太僕寺少卿，致仕歸。
5. ↑  錢海岳《南明史·卷四十四·列傳第二十》：歷吏部主事、員外郎、嶺南副使。獻忠蹂臨武，朱衣點據城湖，沈猶龍圍之不下，明熙抵連州，厲將士，嚴賞罰，遂復臨武，禽衣點。清遠岫賊又起，設伏搜山，禽剿納降，編里甲，嶺南肅清。轉興泉。仙遊山寇亂，募民密詢，得其巢窟，出奇剿殺，斬四人，餘皆散遣。晉太僕少卿。福京亡歸。妻陳、子士驪、妻胡廣州陷死難。士驪，字子駒，扶喪歸。